# Metrosassari
Metrosassari, más néven Sassari tramway, Sassari tram-train vagy Sassari metro-tramway (olaszul: Metrotranvia di Sassari vagy Metropolitana leggera di Sassari) egy vasútvillamos-vonal kereskedelmi neve az olaszországi Szardínián, Sassariban, amelyet a regionális tömegközlekedési vállalat, az ARST (Azienda Regionale Sarda Trasporti) üzemeltet.
Annak ellenére, hogy a 2000-es évek elején épült, a városi szakaszon a vonal egyvágányú és keskeny nyomtávolságú, hogy a szardíniai másodlagos vasútvonalakon használt 950 mm-es nyomtávhoz csatlakozzon.

## Gördülőállomány
A villamosok járműveit a Pininfarina tervezte és az AnsaldoBreda „Sirio” építette.

## Útvonal
A vonal 2,45 km-es villamosvonal-részét (Stazione - Emiciclo Garibaldi) 2006 októberében nyitották meg, amely a vasútállomást a kórháznegyeden keresztül köti össze a városközponttal.
2009. szeptember 27-én a vonalat meghosszabbították Santa Maria di Pisa peremkerületébe, a Sassari-Sorso-vasútvonal villamosított szakaszán haladva.

## Projektek
A hálózat fő része 2013-ban előrehaladott fejlesztési szakaszban van. Jelenleg építés alatt áll a Santa Maria di Pisa-i vonal meghosszabbítása Li Punti és Baldinca felé, valamint a vasútvonal villamosítása a Sassaritól 10 km-re lévő Sorsóig.
Tervezik továbbá a 28 km hosszú Sassari-Alghero-vasútvonal átalakítását és villamosítását, hogy a villamosok elérhessék Olmedo falut, a Fertilia repülőteret és Alghero városát.